# Burg von Preza
Die Burg von Preza (albanisch Kalaja e Prezës) ist die Ruine einer Gipfelburg auf dem Hügelzug zwischen den Ebenen von Tirana und Durrës im mittleren Albanien. Sie spielte für die Region vor allem im Mittelalter eine strategisch wichtige Rolle, da sie die Straße von Durrës nach Kruja in der Ebene von Tirana kontrollierte und als Signalpunkt zum Austausch von visuellen Nachrichten zwischen der Burg von Kruja, der Burg von Petrela und Durrës diente.
Die Burg von Preza gehört zum staatlichen Kulturerbe Albaniens.

## Lage

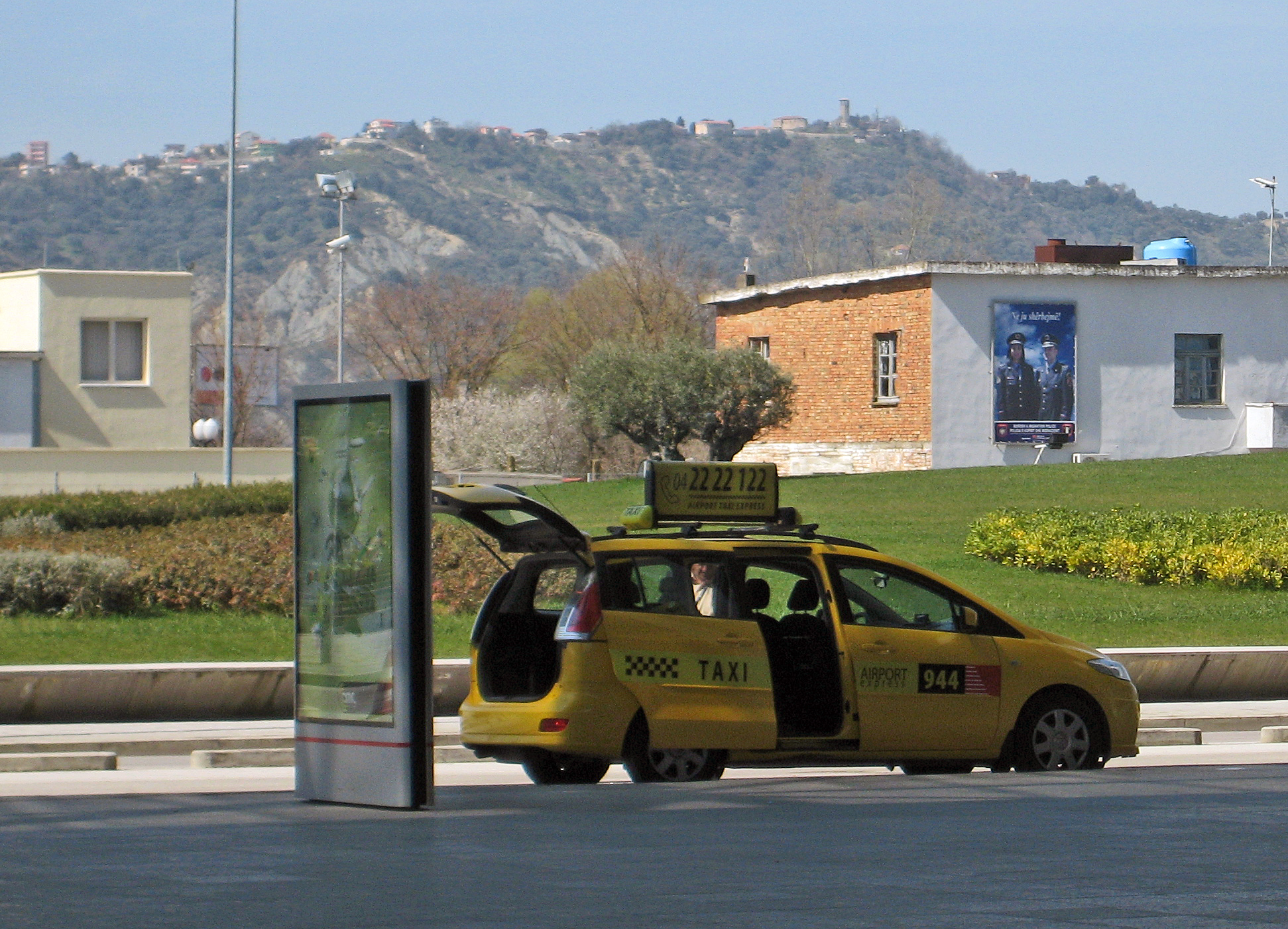
Die Burg vom Flughafen Tirana gesehen

Die Burg liegt im Dorf Preza am Rande des Hügelzugs, der hier steil 250 Meter zur Ebene von Tirana abfällt. Unterhalb der Burg im Osten liegt der Flughafen Tirana. Zum Adriatischen Meer im Westen sind es 15 Kilometer. Jenseits der Ebene am gegenüberliegenden Hang liegt Kruja.

## Geschichte
Der Burghügel wurde im 2. bis 3. Jahrhundert v. Chr. erstmals befestigt.
Der albanische katholische Kleriker Marin Barleti (1450–1512/13) erwähnt Preza oder Klein-Tirana (alb. Tirana e Vogël) in seiner Skanderbeg-Biographie Historia de vita et gestis Scanderbegi Epirotarum principis von 1510 und nennt sie eine Kleinstadt der Parthiner, eines illyrischen Stammes. Diese Stadt der Parthiner wurde auch von Gaius Iulius Caesar in seinem De bello civili als Lager von Pompeius erwähnt.
Errichtet wurde die Burg von Preza von den Osmanen, vermutlich in der Zeit zwischen 1431 und 1466. Aus dem Jahr 1431 stammt die erste Erwähnung des Orts als Prizde. Gewisse Autoren vermuten, dass die Festung während der ersten Belagerung Krujas im Jahr 1450 erbaut worden sei, während andere davon ausgehen, dass sie zu Skanderbegs Zeiten keine Rolle gespielt habe.
Laut dem italienischen katholischen Priester Giammaria Biemmi fand am 26. Januar 1445 in der Burg die Hochzeit zwischen Mamica Kastrioti – die jüngere Schwester des lokalen Fürsten Skanderbeg – und Muzakë Thopia, dem Burgherren von Petrela, statt. Skanderbeg hatte die Ehe arrangiert und Preza als Heiratsort ausgewählt, weil er das Vertrauen der damaligen Burgherren von Preza, der Prezgjani, würdigen wollte. Barleti hingegen schrieb, dass die Festung zu Skanderbegs Zeiten eine Ruine gewesen sei. Möglicherweise wurde sie von seinen Truppen zerstört.
Im Verlauf des 15. Jahrhunderts hatten die Osmanen die Umgebung endgültig eingenommen. Zu Beginn des 16. Jahrhunderts wurde die Burg erneuert und das Torgebäude umgebaut. Der hofseitige Teil des Torgebäudes wurde zu einer Moschee umgewandelt. Eine entsprechende Erwähnung stammt aus dem Jahr 1547, als ein Imam für die Moschee ernannt werden musste. Ein 1852 von Johann Georg von Hahn beschriebener viereckiger Uhrturm, der auf dem Fundament des runden Ostturms errichtet worden war, wurde laut Inschrift 1858 erneuert. Auch später wurde er immer wieder umgestaltet: Ende der 1930er Jahre erhielt er ein hohes Zeltdach. Mitte der 1960er Jahre war der Uhrturm halb eingestürzt und erhielt beim Wiederaufbau ein sehr flaches, landestypisches Zeltdach. Vor 2014 diente er der Moschee als Minarett, nachdem das ursprüngliche Minarett durch die Atheismuskampagne des Diktators Enver Hoxha ab 1967 zerstört worden war.
In den Jahren 1937/38 wurde die Anlage für Touristen erschlossen und im nordöstlichen Turm ein Café eingerichtet. Im Jahr 1966 wurden Restaurierungsarbeiten durchgeführt. Im Mai 2014 wurde die restaurierte Moschee mit neuem Minarett bei einer Feier mit dem türkischen Präsidenten Recep Tayyip Erdoğan eingeweiht.

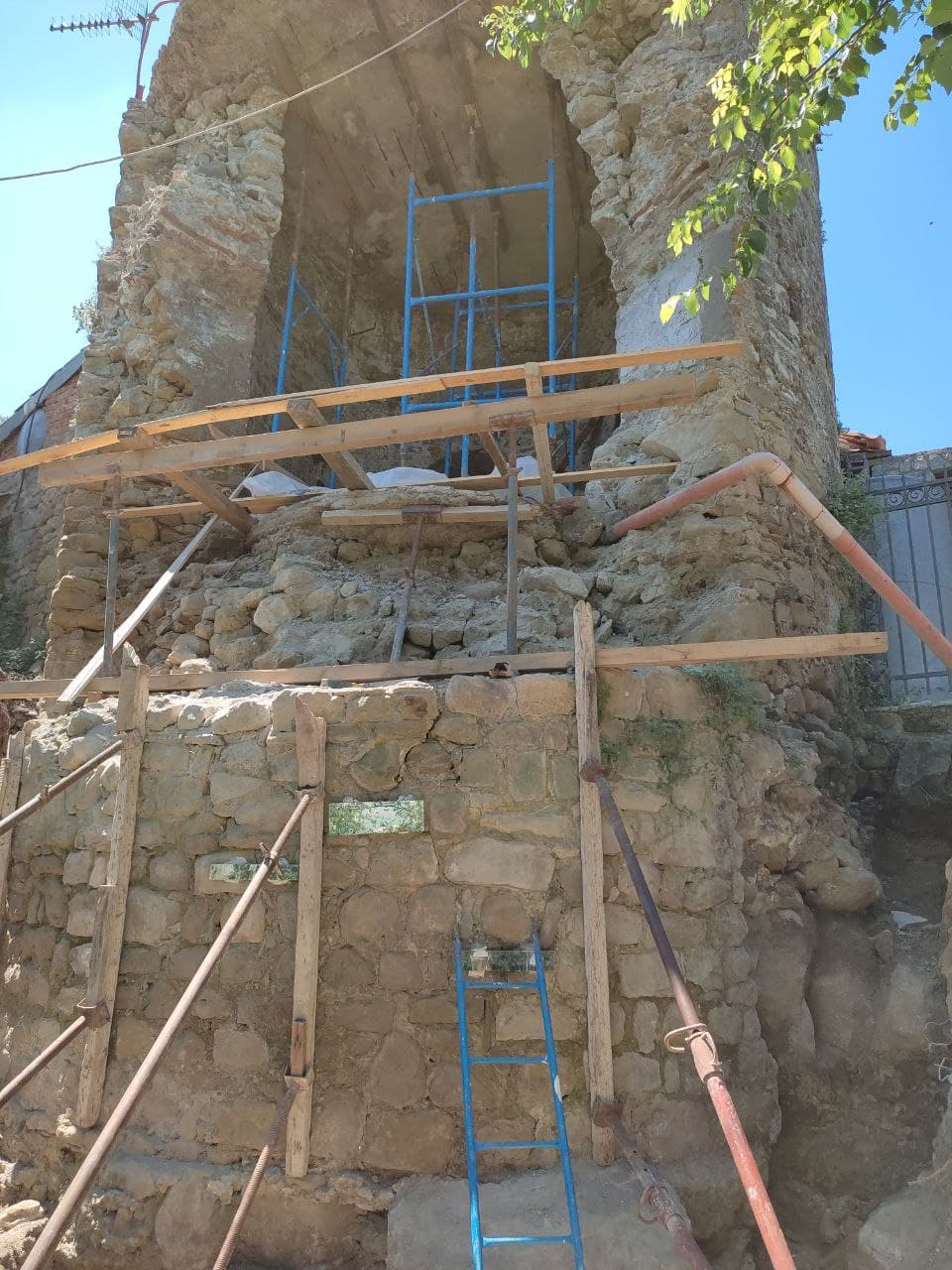
Restaurierung eines Turms der Burg nach dem Erdbeben von 2019

Beim Erdbeben in Albanien am 26. November 2019 wurde die Burg beschädigt, der Uhrturm stürzte teilweise ein. Im April 2021 wurde mit dem Wiederaufbau begonnen.

## Anlage

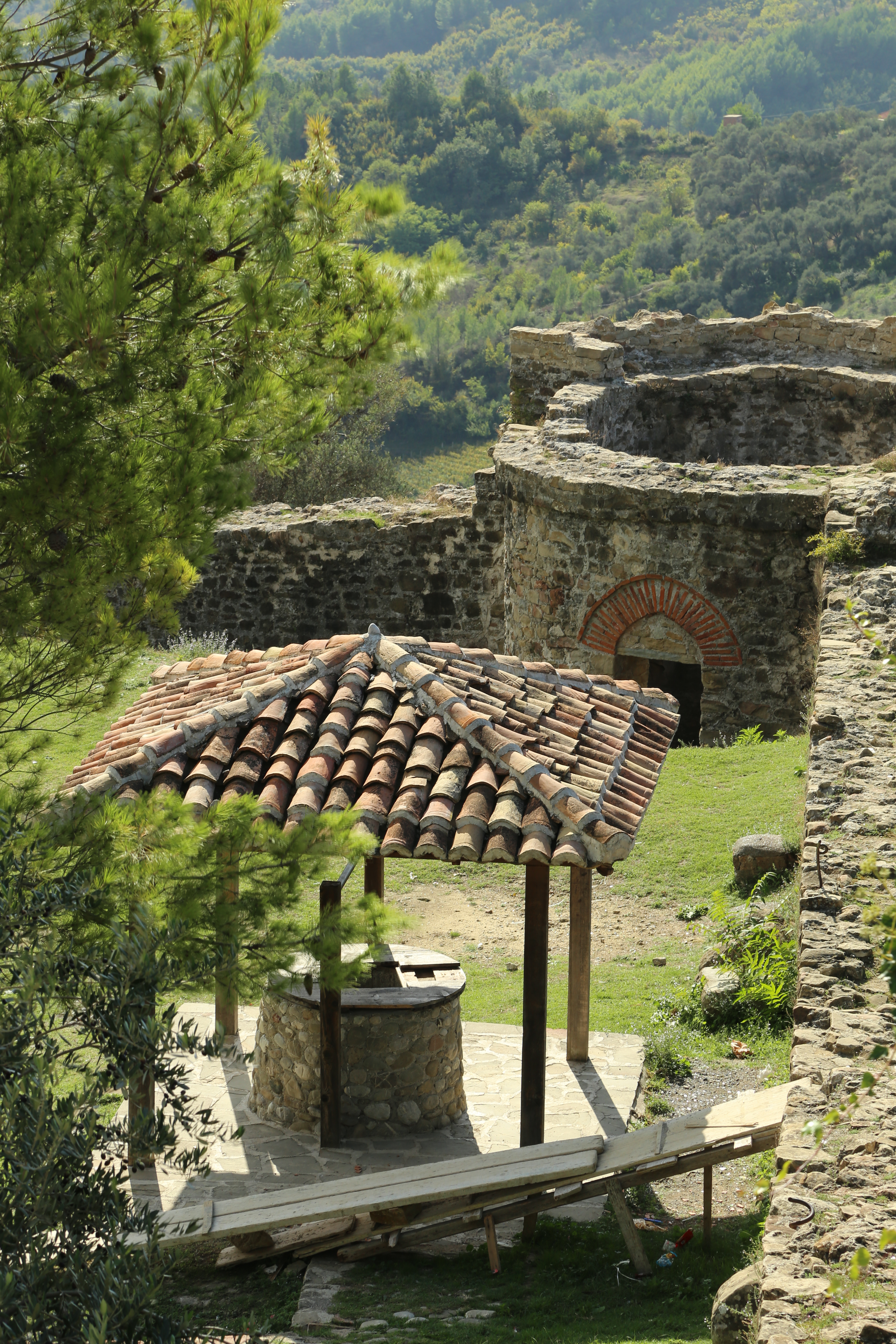
Westturm und Brunnen

Die Burg ist rund 80 Meter lang und 50 Meter breit. Die fünfeckigen Festungsmauern umgeben einen heute leeren Hof. Ihre Breite beträgt durchschnittlich 1,4 Meter, die Höhe 6,5 Meter. Vier runde Ecktürme beinhalteten zwei bis drei Geschütze. Einige Quellen erwähnen einen weiteren viereckigen Wachturm entweder an der Südwestmauer oder im Südosten, der nicht nachzuweisen ist. Der einzige Zugang befindet sich in der Südmauer und führt durch das Torgebäude, bestehend aus einem kleinen Vorhof und der Moschee. Der Uhrturm, im Ersten Weltkrieg zerstört, wurde in den 1930er Jahren wiederaufgebaut – jetzt aber ohne das steile Spitzdach und mit veränderterem oberen Abschluss.

„Das malerische kleine Nest liegt … auf einem schmalen Bergkamm, der jäh gegen das Išmital abstürzt. Die Häuser gruppieren sich um die altersgrauen Mauern eines Kastells …. Der Bau sitzt ähnlich wie das Kastell von Petrejla der höchsten Erhebung des Grates auf und umschließt die ganze kleine Gipfelfläche.“

Etwas außerhalb der Anlage vor dem Eingang steht ein Brunnen einer Tekke aus dem 18. oder 19. Jahrhundert.